# Söhnke Hinz
Söhnke Hinz (* 27. Februar 1969 in Hamburg) ist ein deutscher Volleyballtrainer.

## Karriere
Hinz begann seine Karriere als Trainer 1984 beim Eimsbütteler TV, wo er zunächst den Nachwuchs betreute. 1997 übernahm er die Zweitliga-Mannschaft des Vereins und wurde gleichzeitig Landestrainer in seiner Heimatstadt. Im Jahr 2000 verpflichtete ihn der VfB Friedrichshafen für die Nachwuchsmannschaft. Am Bodensee baute er einen Stützpunkt auf und organisierte die Arbeit mit den jungen Spielern wie in einem Internat. 2007 wechselte Hinz zum Deutschen Volleyball-Verband und trainierte die Junioren-Nationalmannschaft, die als VC Olympia Berlin auch in der ersten und zweiten Bundesliga mitspielt. Sein bisher größter Erfolg gelang ihm bei der Europameisterschaft 2008, als der deutsche Nachwuchs erst im Finale unterlag. 2011 scheiterten neue Vertragsverhandlungen mit dem DVV, weshalb Hinz ein Angebot des Bundesligisten evivo Düren annahm und dort Nachfolger von Sven Anton wurde. Nach einer durchwachsenen Saison wurde Hinz im April 2012 in Düren wieder entlassen. Von 2013 bis 2015 trainierte Hinz den Drittligisten TKC Wriezen.